# Alexandre Michon
Pour l’article homonyme, voir Michon.
Alexandre Mikhaïlovitch Michon (parfois translittéré de manière erronée en Mishon, en russe : Александр Михайлович Мишон) est un photographe et directeur de la photographie russe, né le 5 juillet 1858 à Kharkov et mort le 5 juillet 1921 près de Samara.

## Biographie
Né dans une famille française, Alexandre Michon commence sa carrière de photographe dans sa ville natale Kharkov où il possède un studio photo. Il s'installe ensuite à Bakou (aujourd'hui capitale de l'Azerbaïdjan) et y vit pendant vingt-cinq ans.
En 1898, il tourne ses premiers films à l'aide d'une caméra Cinématographe. Michon est largement considéré comme le pionnier du cinéma azerbaïdjanais,.

## Filmographie partielle
- 1898 : Balaxanida neft fontani (anglais : The Oil Gush in Balakhany)
- 1898 : Balaxanı-Sabunçu polis idarəsi süvari qorodovoyların à oynatmaları
- 1898 : Incendie du gouffre de pétrole à Bibiheybat (Bibiheybatda neft fontani yangini)  (anglais : The Oil Gush Fire in Bibiheybat)
- 1898 : Alahazrat buxara amirinin 'veliki knyaz Aleksey' paroxodunda yolasalma marasimi  (anglais : Farewell Ceremony for His Majesty Emir of Bukhara on "Velikiy Kniaz Alexei" Steamboat»)
- 1898 : Ilisdin (anglais : You Stumbled)
- 1898 : Qafqaz raqsi (anglais : The Folk Dance of Caucasus)
- 1898 : Bazar küçasi sübh çag
- 1898 : Qafqaz və Merkuri cəmiyyətinin paroxodunun limandan yola düşməsi
- 1898 : Qatarin damiryol stansiyasina daxil olmasi (anglais : Train Entering the Railroad Station)
- 1898 : Şəhər bağında xalq gəzintisi